# کلوئید (پزشکی)
کِلوئید (به انگلیسی: Keloid) نوعی از جوشگاه است که بر اثر پرسازی بافت کلاژن در محل زخم‌های پوست یا شکاف‌های جراحی تولید شده و رشد می‌کند. این ضایعه پوستی نتیجه رشد بیش از حد پدیده ترمیم زخم است و چون پیشرونده است با جوشگاه‌های معمولی زخم‌ها تفاوت دارد.

## همه‌گیرشناسی
کلوئید در بین سنین ۱۰ الی ۳۰ سالگی دیده می‌شود و احتمال آن در بین زن و مرد یکسان است، شیوع آن در میان زنان به‌علت وفور جراحی‌های پوست در نزد زنان می‌باشد. در افراد رنگین‌پوست که رنگدانه پوست آنها زیاد است ۱۵ برابر سفیدپوستان دیده می‌شود.

## بافت شناسی
تفاوت عمده‌ای بین جوشگاه ساده (Scar) و کلوئید وجود دارد. جوشگاه نتیجه عادی و نهایی از پدیده ترمیم پوست است درحالی‌که کلوئید رشد فزاینده و بی‌رویه بافت همبندی است. هرچند ممکنست پدیده ترمیم منجر به ایجاد جوشگاه پرسازی شده شود ولی هر جوشگاه پرساز (Hypertrophic Scar) لزوماً مترادف کلوئید نیست.
هرچند سازوکارهای ایجاد کلوئید به خوبی روشن نیست، ولی در مرحله چهارم پدیده ترمیم که با جایگزینی کلاژن در ناحیه زخم همراه است و با فعالیت فاکتور رشد بافتی و فاکتور رشد پلاکتی کنترل می‌شود تجمع کلاژن نوع ۳ بیش از حد معمول بوده و هورمون کلاژناز قادر به برداشت مقادیر اضافی آن نشده و پرسازی ادامه می‌یابد.

## علائم

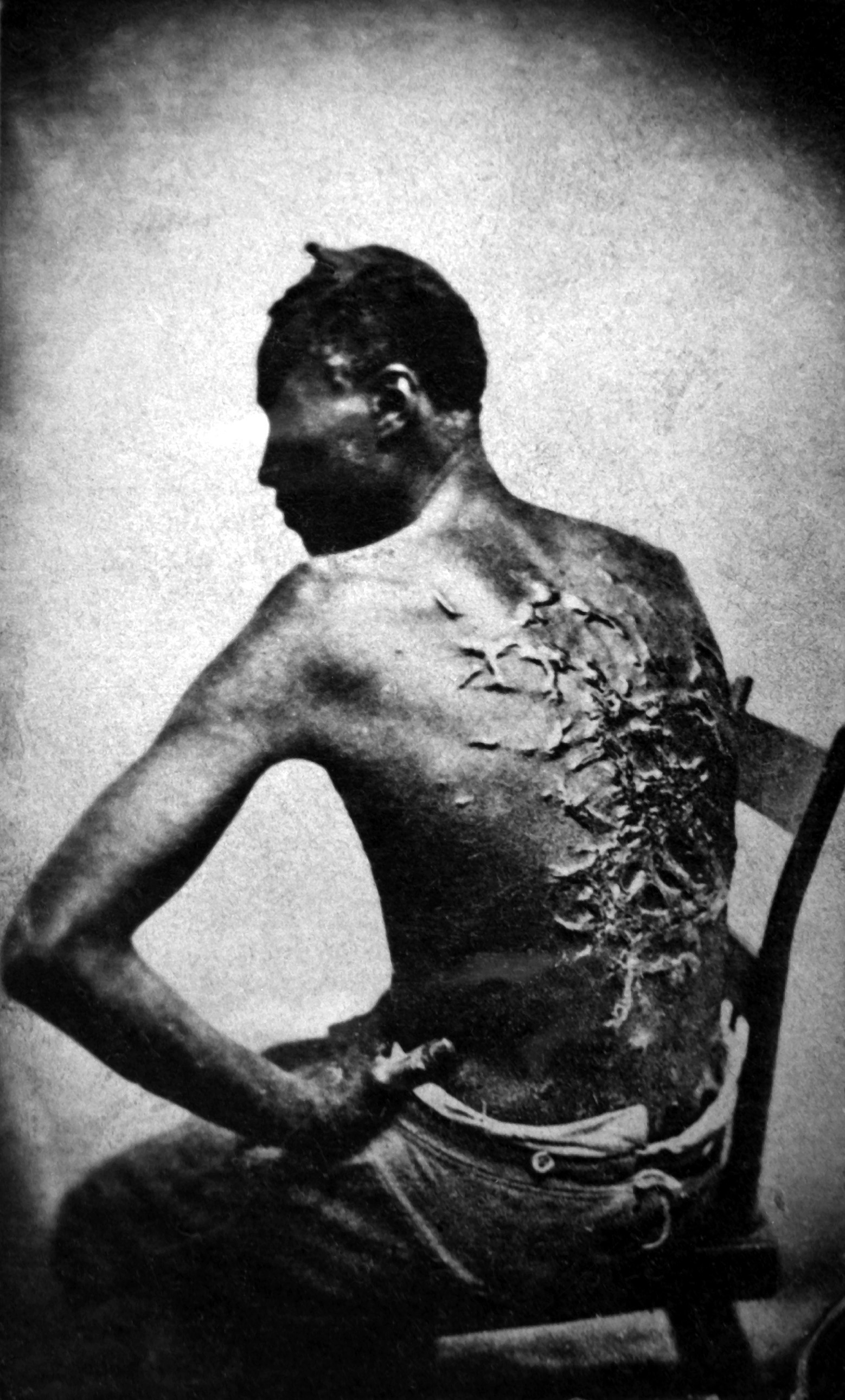
کلوئید در اثر زخم شلاق در یک برده

عمده مراجعه بیماران برای درمان به‌علت ظاهر نازیبای محل ابتلا است ولی در بعضی مواقع درد و سوزش و قرمزی پوست از علائم همراه است. ممکن است بعضی از آنها در روی انگشتان باعث اختلال فعالیت عضو شوند. قوام کلوئید اکثراً سفت است و به‌واسطه وفور الیاف فیبری گاهی قوام استخوانی دارد.

## درمان
قبل از درمان بایستی تشخیص افتراقی بین کلوئید و جوشگاه پرسازی شده گذاشته شود چون انتخاب نوع درمان متفاوت خواهد بود. درمان اختصاصی و شناخته شده‌ای برای کلوئید وجود ندارد. روش‌های درمانی متعدد مانند استفاده از ژل سیلیکون با پانسمان فشاری، پانسمان فشاری ساده، پرتودرمانی، کرایوتراپی و دیگر روش‌ها بکار برده شده‌است. یکی از روشهای مفیدتر استفاده از تزریق داخل ضایعه کورتیکواستروئید است. در نهایت برداشتن کلوئید با روش جراحی راه حل نهایی است هرچند در بیمارانی که استعداد دوباره سازی کلوئید را دارند بایستی با احتیاط عمل شود. در بیمارانی که سابقه تولید کلوئید دارند، عمل‌های جراحی پوست و زیبایی و شکاف‌های پوستی بایستی با احتیاط و با حداقل خونریزی انجام شود.